# Судови Либијске Џамахирије
Судови Либијске Џамахирије су били грађански и кривични судови одговорни за изрицање правде на подручју Велике Социјалистичке Народне Либијске Арапске Џамахирије.

## Систем судова
Судска власт у Либијској Џамахирији је била уређена као јединствени систем судова опште надлежности. Њихова организација и надлежност је била прописана Законом бр. (6) о систему судова (2006) и Законом бр. (6) о реорганизацији Врховног суда (1982).
Послове правосудне управе је вршио Општи народни комитет за правду.

## Врсте судова
Постојали су сљедећи судови опште надлежности: магистратски, првостепени, апелациони и Врховни суд.
Магистратски судови су пресуђивали у грађанским, трговинским и личним статусним предметима чија вриједност није премашивала износ од 1.000 динара. Бавили су се и делинквенцијом и прекршајима. О жалбама на њихове пресуде су одлучивали првостепени судови.
Првостепени судови су се састојали од предсједника и судија. Судили су изворно у првом степену, а у другом степену су рјешавали по жалбама на одлуке магистратских судова. Одлучивало је трочлано судско вијеће.
Апелациони судови су се састојали од предсједника и судија. Рјешавали су по жалбама на одлуке првостепених судова, а одлучивало је трочлано судско вијеће. При сваком апелационом суду постојало је најмање једно кривично вијеће састављено од тројице судија. Исто тако постојала су и управна вијећа.
Врховни суд се састојао од предсједника и судија (савјетника). Бирао их је Општи народни конгрес, а нису могли бити разријешени без одобрења Опште сједнице Врховног суда. При Врховном суду постојало је Касационо тужилаштво. Врховни суд је одлучивао у судским вијећима састављеним од тројице или петорице судија.